# Castro Urdiales
Castro Urdiales, là một đô thị thuộc cộng đồng tự trị Cantabria, Tây Ban Nha. Dân số (1870) 3500; (1900) 14.191; (2005) 28.604; (2007) 30.022.

## Biến động dân số

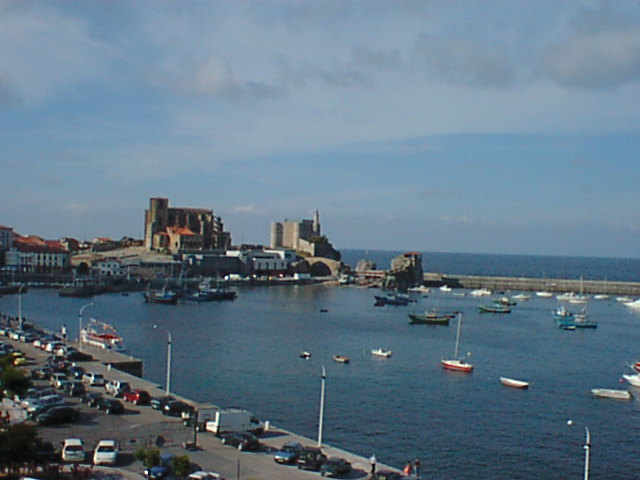
View of Castro Urdiales